# Snakeskin-Gletscher
Der Snakeskin-Gletscher (von englisch snakeskin ‚Schlangenhaut‘) ist ein 24 km langer Gletscher in der antarktischen Ross Dependency. Er fließt an der Ostflanke der Supporters Range in nordwestlicher Richtung zum Keltie-Gletscher.
Seine Entdecker, Teilnehmer einer von 1961 bis 1962 durchgeführten Kampagne im Rahmen der New Zealand Geological Survey Antarctic Expedition, benannten ihn nach seinem Erscheinungsbild.